# Oberroth
Oberroth è un comune tedesco di 852 abitanti, situato nel land della Baviera.